# Vila Mairea
Vila Mairea je vila, gostišče in podeželsko zatočišče, ki ga je zasnoval in zgradil finski modernistični arhitekt Alvar Aalto za Harryja in Maire Gullichsen v kraju Noormarkku na Finskem. Stavba je bila zgrajena v letih 1938–1939.
Zakonca Gullichsen sta bila premožen par in člana družine Ahlström. Aaltu so rekli, naj jo obravnava kot 'eksperimentalno hišo'. Zdi se, da je Aalto hišo obravnaval kot priložnost, da združi vse teme, ki so ga do te točke skrbele pri njegovem delu, a jih ni mogel vključiti v dejanske stavbe.
Danes velja Vila Mairea za eno najpomembnejših stavb, ki jih je Aalto načrtoval v svoji karieri.

## Uvod
Načrt vile Mairea je spremenjena oblika L, kakršno je Aalto uporabljal prej. To je postavitev, ki samodejno ustvari polzasebno ograjen prostor na eni strani in bolj ekskluziven, formalen rob za soočanje z javnim svetom na drugi strani. Travnik in bazen sta v kotu črke L, nanje pa gledajo različne sobe. Horizontale in previsi v glavni kompoziciji odsevajo tlorisno ravnino, ukrivljeni bazen pa se povezuje z bližnjo gozdno topografijo. V nasprotju s temi napravami za mehčanje ima glavna fasada bolj togo, formalno vzdušje in ima celo nadstrešek, prenovljen v besednjaku vrtne pergole vezi, palic in letev. Notranjost vile Mairea je bogato členjena z lesom, kamnom in opeko. Prostori se razlikujejo po velikosti od velikega do kabinskega.

### Stranke
Vilo Mairea je za Harryja in Maire Gullichsen, ki jima je leta 1935 predstavil Aalto, zasnoval Nils-Gustav Hahl. Hahl je želel promovirati svoje modele pohištva iz upognjenega lesa. Maire, po kateri je hiša dobila ime, je bila hči Walterja Ahlströma iz podjetja Timber and Paper Company. V zgodnjih 1920-ih je študirala slikarstvo v Parizu, leta 1928 pa se je poročila s poslovnežem Harryjem Gullichsenom, ki je štiri leta pozneje postal direktor podjetja A. Ahlström. Maire in Hahl sta imela zamisel o ustanovitvi avantgardne umetniške galerije v Helsinkih, ki bi delovala kot središče progresivne kulture, in sčasoma je to postal 'ARTEK', ki je zdaj svetovno znan kot proizvajalec in distributer Aaltovega pohištva in steklenih izdelkov.
Zakonca Gullichsen sta verjela v možnost družbene utopije, ki temelji na tehnološkem napredku, in v Alvarju Aaltu našla oblikovalca, ki je delil njune ideale in jim je lahko dal prepričljiv arhitekturni izraz. Aalto in njegova prva žena Aino sta se lotila različnih projektov za podjetje Ahlström, vključno z delavskimi stanovanji, socialnimi objekti in znamenito tovarno Sunila, dokončano leta 1939, vendar se je v sami vili Mairea pokazal značaj njune utopične vizije najbolj v celoti.

### Družinski projekti
Vila je bila tretja večja hiša, zgrajena z Ahlströmovim denarjem. Leta 1877 je ustanovitelj podjetja, Mairein ded Antti Ahlström, zgradil mogočno leseno hišo kot družinsko rezidenco v Noormarkku, vasi nekaj kilometrov v notranjosti od mesta Pori na zahodni obali Finske; na prelomu stoletja je njen oče Walter naročil hišo v slogu art nouveau na bližnjem mestu. Kot je poudaril Aaltov biograf Göran Schildt, je vsaka predstavljala vrednote svojega časa: prva je bila izraz napol fevdalne oblasti, organizirane okoli visoko formaliziranega življenjskega sloga, druga pa je poudarjala »domačo srečo, ki jo zagotavlja solidno bogastvo«, z udobnimi sobami, udobnim pohištvom in razkošnim, lepo negovanim vrtom. Nova vila – ki naj bi se uporabljala kot poletna hiša, oblika umika v tradicijo narave na Finskem – naj bi izražala težnje nove generacije in vizijo Gullichsenovih o 'dobrem življenju', za katero so verjeli, da bo industrializacija sčasoma dati na razpolago večini v novi samostojni državi.

## Začetni koncept
Aalto je začel delati na vili proti koncu leta 1937, njegove stranke pa so mu dale skoraj proste roke. Njegov prvi predlog je bila rustikalna koča po vzoru domačih kmečkih hiš. Na začetku leta 1938 pa je navdih prišel iz radikalno drugačnega vira, rezidence z imenom Fallingwater, ki jo je zasnoval Frank Lloyd Wright, ki je pravkar prejela mednarodno priznanje zaradi razstave v Muzeju moderne umetnosti v New Yorku in objave v Life in reviji Time, pa tudi arhitekturnih revijah. Schildt nam pove, da je bil Aalto tako navdušen nad zasnovo, da je poskušal prepričati Gullichsenove, naj zgradijo svoj dom nad potokom na zemljišču Ahlström, nekaj milj od Noormarkkuja.

### Serpentina
Vpliv Fallingwater je očiten v več listih študij, ki prikazujejo drzno konzolne balkone in valovito kletno etažo, ki naj bi nadomestila naravne oblike potoka in skal. V poznejših skicah se prosto oblikovana klet pojavi kot nadstropni atelje z vijugasto steno, pogreznjeno v enoinpolnadstropno vežo, ki tvori spuščen strop okoli kamina. Valovita oblika je bila že uveljavljena kot glavni motiv Aaltovega dela: poznana je bila iz vaz, zasnovanih za restavracijo Savoy v Helsinkih. Prav tako je bil vidno predstavljen v drugo nagrajenem delu za finski paviljon na Exposition Internationale des Arts et Techniques dans la Vie Moderne (Pariška svetovna razstava leta 1937), imenovanem Tsit Tsit Pum. Aalto je osvojil prvo nagrado z drugačnim dizajnom in, ki nikoli ni zapravil dobre ideje, je uporabil ogromne vijugaste predelne stene kot primarno prostorsko napravo svojega mojstrskega dizajna za newyorški sejem leta 1939.
Svobodne oblike narave so veljale za simbole človekove svobode in že leta 1926 je Aalto pripomnil, da je »krivuljasta, živa, nepredvidljiva črta, ki teče v dimenzijah, ki jih matematika ne pozna, zame inkarnacija vsega, kar tvori kontrast v sodobni svet med brutalno mehaniko in versko lepoto v življenju«. Dejstvo, da finska beseda aalto pomeni 'val', je motivu nedvomno dodalo nekaj pikantnosti.

### L oblika
Med svojimi zgodnjimi študijami za vilo je Aalto predvidel načrt v obliki črke L, podoben načrtu njegove hiše v Munkkiniemi (1934–36). Tam oblika L razlikuje med hišo in celostnim studiem; v vili Mairea ločuje družinsko nastanitev od dvorišča - vrta, ki je različno obdan s kombinacijami sten, ograj, rešetk in lesene savne. Demetri Porphyrios je poudaril, da je ta tlorisna oblika pogosta med skandinavskimi plemiškimi rezidencami; uporabil jo je na primer tudi Gunnar Asplund v svoji slavni hiši Snellman iz leta 1919. Čeprav so Aaltove stranke prosile za 'eksperimentalno' hišo, je pomembno, da si jo je najprej zamislil kot vrnitev k ljudski obliki, nato pa kot različica znanega tipa načrta; pri utelešenju vizije prihodnosti si Aalto prizadeva, da bivališče obdari z močnimi spomini na preteklost.

## 'Proto-Mairea'
Zgodaj spomladi 1938 so Gullichsenovi odobrili načrt, ki ga je Schildt poimenoval Proto-Mairea, na podlagi katerega se je gradnja začela poleti. Načrt je določil osnovno razporeditev bivalnih prostorov v dokončani hiši, z jedilnico v kotu med družinskimi sobami in krilom za služabnike ter spalnicami in Maireinim studiem v zgornjem nadstropju, slednji je bil prvotno izražen kot krivulja proste oblike v višina, namesto načrt.
Aaltova analiza dejavnosti, ki jih je treba prilagoditi, je ustvarila razpored sprejemnih sob, ki so vključevale predsobo z odprtim kaminom, dnevno sobo, sobo za moške, sobo za ženske, knjižnico, glasbeno sobo, zimski vrt, mizo teniško sobo in umetniško galerijo. Zdelo se je bolj kot program za viktorijansko podeželsko hišo kot predstavitev socialdemokratskega stanovanja prihodnosti, Aalto pa z zasnovo še zdaleč ni bil zadovoljen. Mladi švicarski študent, ki je takrat delal v njegovi pisarni, se spominja, da je manekenko grajal kot porednega psa in ji razlagal, da »ti ljudje ne potrebujejo toliko sob«.

### Preoblikovanje
Po izkopavanju temeljev je imel Aalto novo idejo in uspel je prepričati svoje naročnike, da so sprejeli radikalno preoblikovanje, pri katerem sta ostala bolj ali manj nedotaknjena samo tloris in strežno krilo. Površina kleti je bila močno zmanjšana, glavni vhod pa se je s svojega nenavadnega položaja ob strani in zadaj premaknil na veliko bolj očitno lokacijo pred jedilnico. Mariein atelje so premestili na mesto nad nekdanjim vhodnim nadstreškom, katerega oblika odmeva, različne sprejemne sobe pa so umestili v velik 14 kvadratnih metrov velik prostor. Ločena umetniška galerija je bila odstranjena in njeno mesto je zasedla savna, ki se ugnezdi ob nizek kamniti zid v obliki črke L, preostanek prvotnega zidu in rešetke pa sta nadomestila kratka ograja in zemeljski nasip.
Edini ugovor Harryja Gullichsena zoper spremenjeno zasnovo je bilo pomanjkanje ločene knjižnice, kjer bi lahko imel zaupne poslovne sestanke, za kar je Aalto predlagal majhno sobo, zakrito s premičnimi regali, ki niso segali do stropa. Aalto je predlagal, da bi te enote lahko uporabili tudi za shranjevanje Mairejeve umetniške zbirke – zamisel, ki bi morala biti, kot je poudaril, »družbeno podprta, saj bi jo bilo mogoče uresničiti v majhni, celo enosobni sobi, stanovanju«, kjer ima prebivalec »osebno odnos do pojavov umetnosti«. Ni presenetljivo, da ta razporeditev ni nudila potrebne akustične zasebnosti in regali so bili stalno nameščeni (čeprav dejansko niso bili fiksni), pri čemer je bil eden pod kotom, da bi nakazoval zamrznjeno gibanje; vrzel pod stropom je bila zapolnjena z valovitim zastekljenim zaslonom.

## Končna zasnova
Čeprav je revidirani načrt sledil obstoječim temeljem, je preoblikovanje doseglo stiskanje in skladnost v prostorski organizaciji, ki je skoraj v celoti manjkala v Proto-Mairei. Vhod se odpre v majhno zgornje preddverje, iz katerega druga vrata vodijo naravnost naprej v odprto dvorano, postavljeno štiri stopnice pod glavnim nivojem. Eden vstopa na osi z jedilno mizo zunaj, vendar osi osiromaši asimetrija paravana iz lesenih palic in prostostoječe, kotne stene, ki skupaj določata neformalno predsobo med dnevno sobo in jedilnico. Kot nizke stene je diagonalno postavljen od vogala belo ometan kamin, ki postane naravno središče pozornosti, ko se po stopnici povzpnemo v dnevno sobo. Podobna diagonalna razmerja so vzpostavljena med zasebno knjižnico/radno sobo Harryja Gullichsena in 'zimskim vrtom' (ki ga je Maire uporabljala za aranžiranje rož in iz katerega stopnice vodijo naravnost v njen studio) ter med glavnim stopniščem in odprtim, s soncem obsijanim delom dnevna soba, v katero se pritegne pogled, ko se pojaviš izza navpičnih drogov, ki zastirajo stopnice.